# Sympycnus pulicarius
Sympycnus pulicarius är en tvåvingeart som först beskrevs av Fallen 1823.  I den svenska databasen Dyntaxa används istället namnet Sympycnus desoutteri. Sympycnus pulicarius ingår i släktet Sympycnus och familjen styltflugor. Det är osäkert om arten förekommer i Sverige. Inga underarter finns listade i Catalogue of Life.